# 隈町

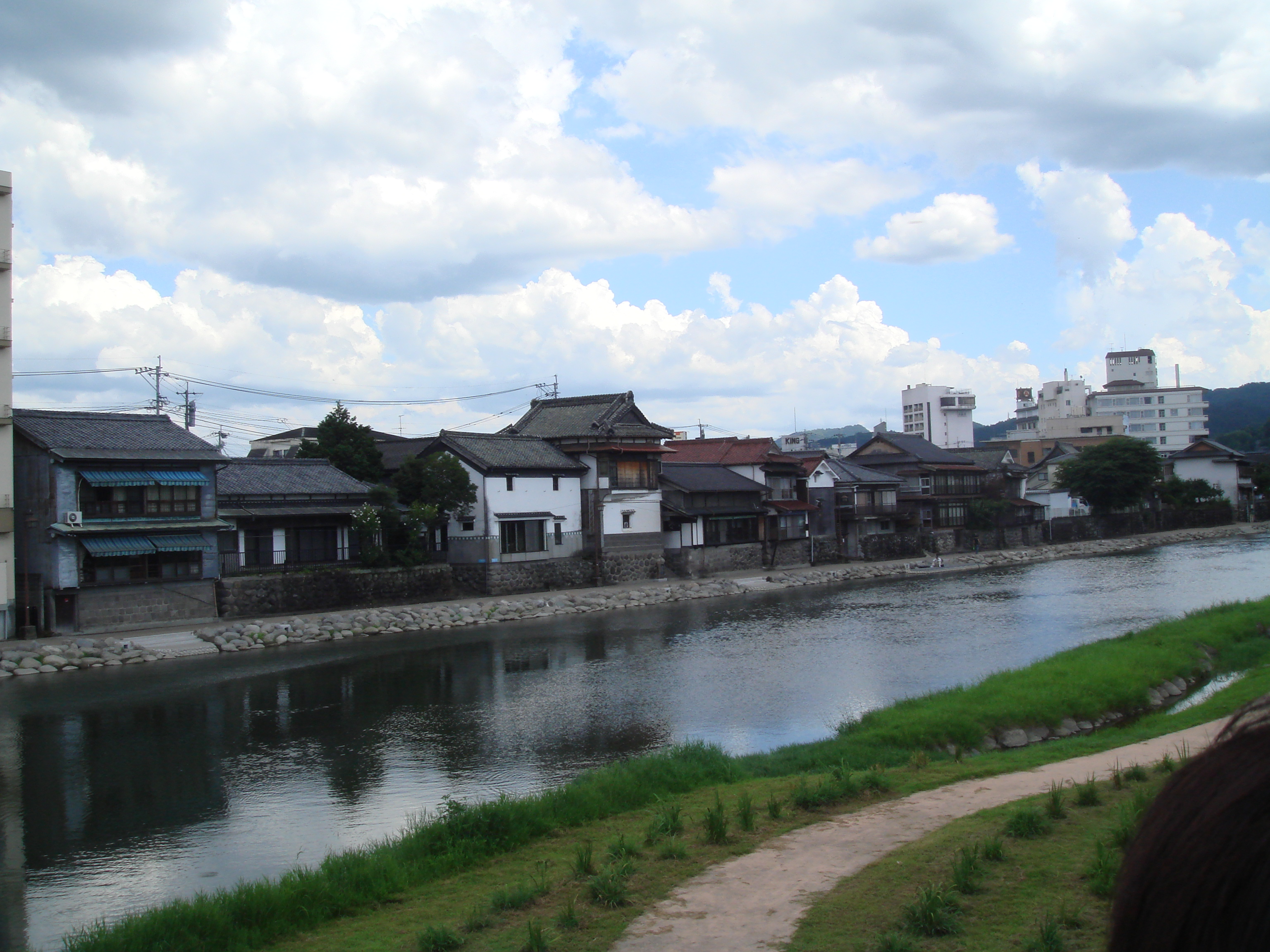
亀山公園河岸から見た隈町

隈町（くままち）は、大分県日田市街南部に位置する隈地区一帯を指す呼称。元は日隈城の城下として開かれた地区である。日田温泉街とは隈町三隈川沿岸に1960年頃に形成された温泉旅館街のことである。本項ではかつて同地域に所在した同名の自治体についても述べる。

## 歴史

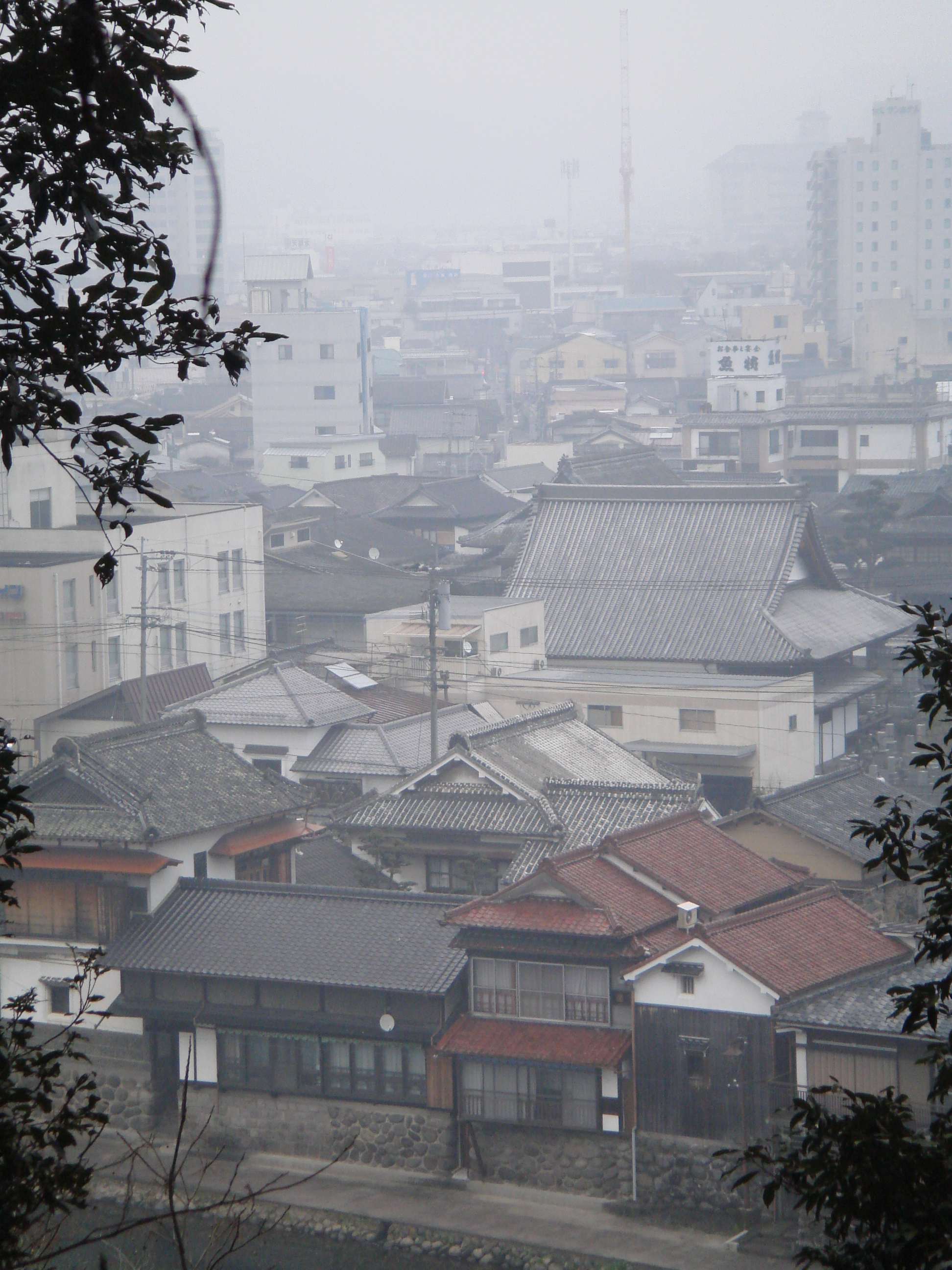
亀山公園山頂付近から見た隈町。中央右に見える大屋根は寺町通りにある願正寺本堂

文禄3年（1594年）に宮城豊盛が築いた日隈城の城下町として形成され、慶長元年（1596年）に毛利高政によって現在の町割りの原型が築かれる。当時は現在の中本町、隈1丁目、2丁目を2重の堀と土塁で囲み、要所に木戸門を設けて朝夕に開閉していたといわれるが、安永7年（1778年）の大火以降に土塁などは除去されたといわれている。
江戸時代には商人町として賑わいを見せる。三隈川河畔では、天和年間（1682年頃）から杉丸太の筏流しが始まり、木材関係の商家が軒を連ねていた。仲介商であった㊂鍋屋（みっぴきなべや）森家は18世紀前期から後期に渡り諸国郡へ商いの手を伸ばした商家で、掛屋も営んでいた。18世紀後期から吉井や田主丸等の地方の在町が成長するにつれ、仲介商業は衰退していき、文化･文政・寛政は不況が続いた。また、安永･文化･文政としばしば火災に遭い、特に文化12年 (1815) の大火は悲惨であったといわれる。
豆田町同様に、古い商家が立ち並ぶいわゆる古い町並みであった。特に川端に建つ町屋は、川に張り出すように敷地いっぱいに建てられている。間口は3間程度で、奥に長い構造の家いわゆる"うなぎの寝床"が多かった。近年では、復古形式で町屋の佇まいをできるだけ再現した住宅や商店もあるが取り壊しや一般住宅などへの建て替えは続いている。

### 行政区分
- 1889年（明治22年）4月1日 - 町村制の施行により隈町、庄手村、竹田村が合併して日田郡隈町が発足。
- 1901年（明治34年）9月7日 - 豆田町と合併して日田町が発足。
- 1940年（昭和15年）12月11日 - 日田町が三芳村、光岡村、高瀬村、朝日村、三花村、西有田村と合併して日田市が発足。

## その他
- 宮木豊盛は、日田地方に岐阜の鵜匠を4人連れてきて、鵜飼漁法を教えさせたという。